# Maria Amélia Baptista
Maria Amélia Baptista (Poços de Caldas, 16 de março de 1998) é uma modelo e rainha da beleza portuguesa-brasileira, vencedora do Miss Mundo Portugal 2024. Ela representará Portugal no Miss Mundo 2025.

## Concurso de beleza
Baptista iniciou sua carreira em concursos de beleza em 2015, inclusive o de Miss Minas Gerais Turismo 2015, ela conquista mais um, o de Miss Poços de Caldas Universo 2018, desbancando outras 5 finalistas  no concurso realizado no dia 08 de março de 2018, no Restaurante Katarino, em Poços de Caldas.
Em 27 de julho de 2024, Baptista entrou na Miss Portuguesa 2024, vencendo outras 11 finalistas no concurso realizado no Cineteatro Messias em Mealhada, onde ganhou o título de Miss Mundo Portugal 2024 e foi sucedida por Catarina Ferreira.
Ela representará Portugal no concurso Miss Mundo 2025.